# Boris Zivkovic (balonmanista)
Boris Zivkovic (Bregenz, 2 de mayo de 1992) es un jugador de balonmano austriaco que juega de lateral derecho en el Al Qurain. Es internacional con la selección de balonmano de Austria.

## Palmarés

### Alpla HC Hard
- Liga de Austria de balonmano (6): 2012, 2013, 2014, 2015, 2017, 2021
- Copa de Austria de balonmano (2): 2014, 2018
- Supercopa de Austria de balonmano (5): 2012, 2017, 2018, 2019, 2021

### Flensburg
- Liga Europea de la EHF (1): 2024

## Clubes
| Club                   | País     | Año       |
| ---------------------- | -------- | --------- |
| Alpla HC Hard          | Austria  | 2011-2021 |
| KS Azoty-Puławy        | Polonia  | 2021-2024 |
| SG Flensburg-Handewitt | Alemania | 2024      |
| Al Qurain              | Kuwait   | 2024-Act. |